# Rollandia rolland
El Pimpollo común (Rollandia rolland) también conocido como macá común, macá de cara blanca, macá chico, zampullín pimpollo o white-tufted grebe es una especie de ave podicipediforme que forma parte de la familia de los Podicipedidae, de género Rollandia. Los polluelos de Rollandia rolland miden alrededor de 5 cm de largo al nacer. A medida que crecen, alcanzan un tamaño de 10 a 12 cm de largo antes de emplumar.
Esta ave acuática es de carácter nativo y se encuentra distribuida por la mayoría de países de Sudamérica como: Chile, Argentina, Brasil y Perú. En Chile, por ejemplo, se puede encontrar desde la Región de Arica y Parinacota hasta la Región de Magallanes y Antártica Chilena; especialmente en zonas donde existan cuerpos de agua someras.

## Características
Esta especie no tiene dimorfismo sexual, es decir, no existen diferencias externas en la fisonomía de ésta ave. Por lo que el macho, al igual que la hembra posee tanto cuello como cabeza de color negro brillante. Alrededor de la región auricular presenta un penacho con pigmentación blanquecina intercaladas con algunas plumas negras. Sus ojos se caracterizan por tener el iris de color rojo. El pico se caracteriza por ser delgado, cónico y algo puntiagudo con coloración oscura. El pimpollo que aún no ha llegado a etapa adulta, tiene la cara y cuello blanquecinas con estrías de color café claro.
El dorso, lomo y pecho de esta ave presentan color negro, en cambio, el flanco tiene un color café rojizo mezclado con tonos grises. El vientre es rufo. Sin embargo, las especies juveniles presentan el vientre blanco. Las alas son negras y las cruza una banda de color. En época de invierno, se puede apreciar que el plumaje se torna “apagado”, pues, el color negro de la cabeza se ve reemplazado por tonos café oscuros; también, existe un cambio de coloración en las partes superiores, las cuales se tornan ocráceas y el penacho auricular es más difuso.
Por último, las patas (tarsos) son de color gris con toques verdosos. Sus dedos están independientemente palmeados.  El tamaño de esta especie varía entre los 25 a 30 cm, convirtiéndolo en el ave más pequeña dentro del grupo de zambullidores.

## Comportamiento
Se presentan como excelentes buceadores, que viven principalmente en el agua, pues sólo suelen salir en época de nidificación. Generalmente se alimentan de peces pequeños, alevines e invertebrados acuáticos, por tanto, es una especie carnívora. En cuanto a su comportamiento con individuos de la misma especie, el pimpollo común, suele ser un ave gregaria, aunque también puede presentar hábitos solitarios o de pareja. Comparte su hábitat con otras especies como los patos (anatidae), taguas (rallidae) y otros zambullidores.
En cuanto a su abundancia, es un ave común, es decir, no es rara ni poco frecuente. Sin embargo, no es fácil de divisar debido a que, a la menor posibilidad de riesgo, se hunde como herramienta de sobrevivencia. Al salir a la superficie, sólo muestra la cabeza y parte del cuello. Cuando se encuentra en la superficie y se siente amenazado, se esconde entre junco o vegetación acuática.
En Perú, el pimpollo, es considerado un residente (permanente) en la costa y lagunas alto andinas. En cambio, en Chile, es un residente de verano, por lo que permanece desde el mes de septiembre hasta el mes de abril.

## Hábitat
Los sitios en donde se encuentran esta especie son generalmente humedales, espejos de agua o lagos de agua dulce, vale decir, que busca lugares con cuerpos de agua someras con presencia de vegetación emergente, desde el nivel del mar hasta los 4500 m. En invierno prefiere estuarios y costas marinas de bahías, estrechos o canales.
Los humedales se definen como una forma de ecosistema que se caracteriza por ser una transición entre ambientes terrestres tradicionales y acuáticos profundos como lagos o mares. Sin embargo, no siempre se van a presentar como transiciones, sino que, pueden presentarse como formaciones aisladas o unidades más húmedas en entornos secos. Ejemplos de formas de humedales son: marinos (incluye costas rocosas y playas), estuarinos (lagunas costeras y marismas), Lacustres (lagos y lagunas), ribereños (ríos y esteros permanentes o temporales), palustres (pantanos, ciénagas y turberas) o artificiales (represas, embalses o estanques).

## Reproducción
Para la zona sur de Chile la nidificación de esta especie, ocurre entre el mes de octubre y el mes de marzo. Para construir su nido, utiliza materiales vegetales como totora (Typhacea) húmeda o distintos pastos (Juncacea o Ciperacea) levemente duros; los realiza entre pajonales del sector, optando por aquellas superficies cercanas a las orillas de cuerpos de agua o superficies firmes como lo son las islas. También puede formar nidos flotantes. En cada nidada pone entre 3 a 6 huevos, que se caracterizan por tener un color blanco “manchado” con tonos de color café.

## Rango
Los países en donde se distribuye el pimpollo son: Perú, habitualmente desde lambeyaque hacia todo el sur; Bolivia; Paraguay; Chile, se encuentra a lo largo de todo el país; Argentina, Islas Malvinas, Islas Georgias del sur; Uruguay y Brasil al extremo sur del pantanal de Mato Grosso, ubicado en Río Grande del Sur
La subespecie R. rolland chilensis, es considerada en Chile un residente anual común en humedales desde la ciudad de Atacama hasta el extremo sur de Magallanes. Además, es residente, aunque escaso, de lagos y lagunas altiplánicas desde Parinacota hasta Antofagasta. Su rango se puede extender hasta regiones adyacentes de Perú, Argentina, Bolivia e Islas Malvinas.

## Estado de conservación
El pimpollo se encuentra en categoría LC o de preocupación menor según la Lista Roja de Especies Amenazadas de la IUCN, aunque se indica que sus poblaciones están disminuyendo.